# Conrad E. Palmisano
Pour les articles homonymes, voir Palmisano.
Conrad Earl Palmisano, né le 1er mai 1948 à Santa Rosa, en Californie (États-Unis) et mort le 10 janvier 2024, est un cascadeur, coordinateur de cascade, acteur et réalisateur américain (seconde équipe).

## Biographie

### Jeunesse et formations
Conrad Earl Palmisano naît le 1er mai 1948 et grandit dans la vallée de San Fernando. À 17 ans, il est recruté  chez les Marines pendant la guerre du Vietnam avant de s'impliquer à Hollywood.

### Carrière
Conrad Palmisano débute en 1970 à la télévision avec Les Jeunes Rebelles (The Young Rebels). En 1972, il est le coordinateur de cascades pour Le Dernier Come Back (The Final Comedown). Lors d’une émission télévisée à l’occasion des 60 ans d’existence de l’association des cascadeurs de film, il confie : 

« Nous vivons réellement notre vie entre les deux mots "Action!" et "Coupez!" »

Durant toute sa carrière, il plaide pour la reconnaissance du métier de cascadeur ni, ainsi, en 1980, il devient président de l’association professionnelle des cascadeurs de film (Stuntmen's Association of Motion) pendant quatre mandats. Il devient membre à vie de l’association. Il est aussi parmi les premiers praticiens à faire entrer le métier de cascadeur à l’Académie des arts et des sciences du cinéma, en 1984.

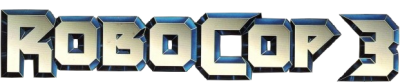
Logo du film RoboCop 3

Logo du film Batman forever

Palmisano participe à la réalisation de nombre de succès hollywoodiens, et paraît aux générique de : RoboCop 3 (1993), Batman Forever (1995), Sauvez Willy 2 (1995), Assassins (1995) avec Sylvester Stallone, Rush Hour 2 (2001) avec Jackie Chan; Coup d’Éclat (After the Sunset - 2004) avec Pierce Brosnan et Salma Hayek, Rush Hour 3 (2007), Very Bad Cops (The Other Guys - 2010) avec Will Ferrell, etc.

Dans un entretien, il évoque Richard Burton lui confiant : 

« — "Moi, je dit un monologue de Shakespeare et les techniciens restent sans réaction. Vous, vous tombez dans un escalier et tout le monde applaudit".  J'ai rétorqué : — "De quoi vous plaignez-vous? vous êtes marié à Elizabeth Taylor! »

Conrad Palmisano est crédité pour près de 200 interventions dans l’ensemble de sa vie professionnelle.
Il reçoit une nomination pour un Taurus World Stunt Award pour Rush Hour 2 (2001) et Rush’ Hour 3 (2007).

### Vie privée
Il se marie pour la première fois le 19 juin 1966 avec Patricia Ruth Leath, et divorce en 1970. Il se remarie en 1974 avec Esther Deborah Ryman dont il divorce également.
Rencontrée en 1985 sur le tournage de Certain Fury, pour lequel il coordonne les cascades, Conrad épouse en troisièmes noces l’actrice, chanteuse et compositrice Irene Cara en 1986. Le couple divorce en 1991.

Irene Cara

En 2000, il se marie avec l’actrice Kathryn Anderson, qui décède en 2019.
Il a trois filles, sept petits-enfants et deux arrière-petits-enfants. Conrad Palmisano meurt le 10 janvier 2024, à l'âge de 75 ans.

## Filmographie

### Comme acteur
- 1974 : L'Homme du clan (The Klansman) : Klansman
- 1977 : Bad Georgia Road : Bad Guy
- 1979 : Airport 80 Concorde (The Concorde: Airport '79) : Cooper
- 1979 : Météore (film) (Meteor) de Ronald Neame : Communications Center technician
- 1980 : OHMS (TV) : Stuntman
- 1980 : Machiniste itinérant (Roadie) : First Cop in Chase
- 1980 : Y a-t-il un pilote dans l'avion ? (Airplane!) : Religious zealot #4
- 1981 : Madame X (TV) : Private Detective
- 1984 : Lovelines (en) de Rodney Amateau : Motorcycle Officer #1
- 1986 : Busted Up : Monty
- 1988 : Y a-t-il un flic pour sauver la reine ? (The Naked Gun: From the Files of Police Squad!) : Hijacked Taurus Driver
- 1992 : Piège en haute mer (Under Siege) : Strike Team Leader
- 1992 : The Tonight Show with Jay Leno (série TV) : Various Characters (1992- )
- 1994 : Terrain miné (On Deadly Ground) : Richter
- 2002 : Dragon rouge (Red Dragon) : Deputy in Car
- 2003 : La Morsure du lézard (Holes) : Private Investigator

### Comme réalisateur
- 1985 : Trackers (Space Rage)